# Aasmund Olavsson Vinje
Aasmund Olavsson Vinje (6. dubna 1818 – 30. července 1870) byl norský romantický básník a novinář, který je známý svou poezií, cestopisy a jako průkopník používání jazyka Landsmål (dnes známý jako Nynorsk).

## Život
Vinje se narodil do chudé, ale vzdělané rodiny ve městě Vinje, kraj Telemark. Byl učitelem, pak studoval práva a vstoupil do veřejných služeb administračních.
Stejně jako malíř Johan Christian Dahl a  folklorista Magnus Brostrup Landstad se zabýval ochranou norských památek z minulosti, především starých dřevěných kostelů, které byly rozprodávány na palivové dříví.
V roce 1858 založil Vinje periodikum Dølen, kde publikoval své zápisky z cest, své komentáře k umění, jazyku a politice, které dokumentují dobu, ve které žil. Dølen byl vydáván do roku 1870.

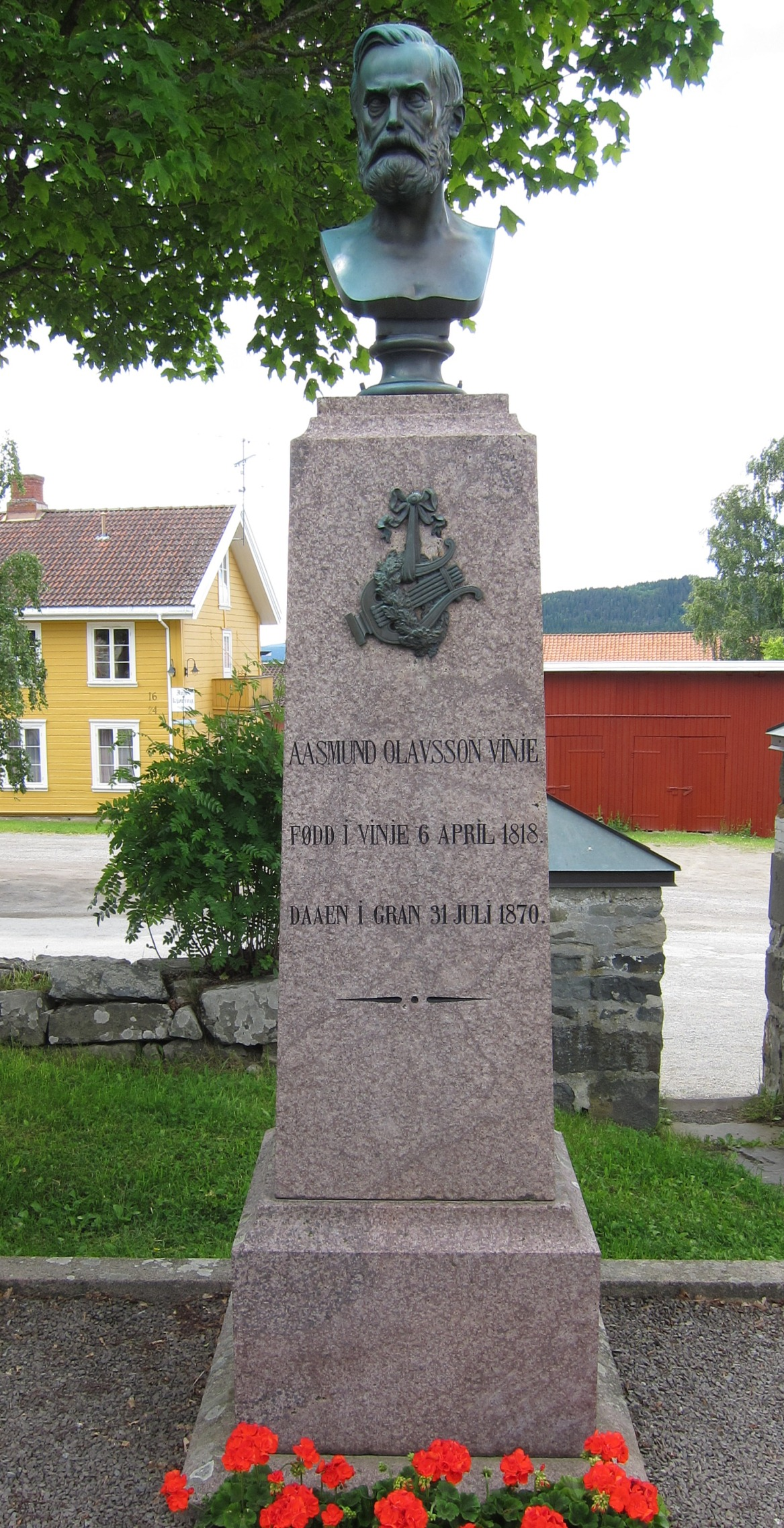
Pomník s Vinjeho bustou od Brynjulfa Bergsliena u Sesterských kostelů v Granavollenu

Vinje popisoval rozdíly mezi životem ve městě a na venkově v Norsku a patřil mezi představitele norského nacionálního romantismu. Vedle toho byl také známý pro své kritické myšlení, tzn. že obhajoval v diskusi přijímání argumentů pro i proti. Byl politicky aktivní do té míry, že ho vláda nechala vyhodit z práce, protože obhajoval kritiku její zahraniční politiky.
Mezi jeho spisy je vysoce ceněno dílo Ferdaminni fraa Sumaren 1860 (Vzpomínka na cestu v létě 1860), který popisuje cestu z Oslo do Trondheimu za účelem reportáže o korunovaci krále Karla XV. v katedrále Nidarosdomen. Pro Vinjeho je typické, že věnuje více prostoru popisu jeho setkáním s obyčejnými lidmi podél cesty, než setkání se šlechtou u příležitosti korunovace.
V roce 1863 napsal dílo Pohled Nora na Británii a Brity, které bylo přeloženo do norštiny o deset let později. Některé Vinjeho básně jsou v Norsku dodnes velmi populární, zejména báseň Ved Rundarne (V Rondane).
V roce 1868 se seznámil s rozvedenou učitelkou Rosou Kjeldsethovou a v roce 1869 se s ní oženil. Finančně na tom nebyli příliš dobře, protože Vinje nedostal plat pro básníky, který očekávali. Jejich společný život byl tragický. Rosa porodila na jaře roku 1870 syna Olafa, ale onemocněla a zemřela několik dní po porodu. O několik měsíců později sám Vinje zemřel na rakovinný nádor v žaludku.
Když umíral na rakovinu žaludku, Vinje se rozhodl strávit své poslední dny na venkově jako host u svého přítele ministra náboženství (později biskupa) Antona Christiana Banga v Gran, kde také 30. července 1870 zemřel. Pochován byl na hřbitově u nedalekého kostela (Søsterkirkene) v Granavollen.
V roce 1873 zde byla vztyčena Vinjeho busta od Brynjulfa Bergsliena.

## Výběr z díla
- En Ballade om Kongen og Kongehuset (1853, Balada o králi a královské rodině).
- Ferdaminni fraa Sumaren 1860 (1861, Vzpomínka na cestu v létě 1860).
- A Noresman's View of Britain and the British (1863, Pohled Nora na Británii a Brity), napsáno anglicky a roku 1873 přeloženo do norštiny. Kniha obsahuje šestnáct dopisů profesorovi filozofie Johanu Sebastianu Welhavenovi.
- Diktsamling (1864, Sbírka básní).
- Olaf Digre (napsáno 1864, vydáno až 1927), divadelní hra, kterou Welhaven autorovi nedoporučil k uveřejnění.
- Storegut (1866, Hromotluk), básnický cyklus.
- Blandkorn (1867, Smíšená zrna).
- Dølen i eiget Hus atter (1868).
- Elsk og Giftermaal (1868, Láska a svatba), povídka.
- Um vaart nationale Stræv (1869).

## Pomníky
- V roce 1918 vztyčena socha ve městě Skien
- V roce 1947 bronzová socha od Knuta Skinnarlanda (1909–1993) byla umístěna v městě Vinje
- V roce 1959 vztyčen pomník v Eidsbugardenu
- V roce 1968 k příležitosti 150. výročí Vinjeho narození vydala norská pošta známku s jeho portrétem
- V roce 1968 vztyčena socha od Dyre Vaa ve studentské vesnici v Oslo
- V roce 1984 Vinjeho portrét na bankovce 50 korun